# Broxburn
Broxburn ist eine Stadt in West Lothian, Schottland mit gut 15.000 Einwohnern. Der Union Canal,  der Falkirk mit Edinburgh verbindet, durchquert die Stadt.
Der britische Filmschauspieler, -Regisseur und -Produzent Michael Caton-Jones wurde in Broxburn geboren; ebenso der schottische Fußballspieler William Edward „Bill“ Bann, die Fußballspielerin Shelley Kerr und der römisch-katholischer Erzbischof von Edmonton in Kanada Anthony Jordan.